# Districte de Lucknow
El districte de Lucknow (Lakhnau) és una divisió administrativa d'Uttar Pradesh. La capital és Lucknow. La superfície és de 2528 km² i la població al cens del 1991 era de 2.762.801 habitants i al del 2001 de 3.681.416 habitants. La població estimada el 2009 superaria els 5.000.000.

## Administració
Administrativament està formada per tres talukes:
- Lucknow
- Malihabad
- Mohanlalganj

I 8 blocs de desenvolupament rural (blocks):
- Malihabad
- Mal
- Bakshi-Ka-Talab
- Kakori
- Chinhat
- Sarojininagar
- Gosainganj
- Mohanlalganj

## Història
La llegenda atribueix la fundació de Lucknow a Lakshmana, germà de Rama Chandra d'Ayodhya, i connecta amb altres llocs del Mahabharata. Al segle X el territori estava dominat pels bhars que mai van ser conquerits pels sobirans de Kanauj; als primers anys del segle XI Sayyid Salar Masud, de la dinastia gaznèvida hi va fer diverses incursions però mai va arribar a dominar la zona. Al final del segle XI o al segle XII van arribar els rajputs; Jai Chand de Kanauj fou enderrocat per Shahab al-Din el 1194 i la darrera gran dinastia hindú del nord de l'Índia va desaparèixer i va començar la penetració musulmana molt lenta, de vegades per mitjà de senyors rajputs vassalls, com els punwars de Itaunja (Mahona) i els chauhans d'Amosi; de fet foren els rajputs els que van dominar el territori; els amethies i els gautames dominaven Mohanlalganj i Nighohan; al sud governaven els bais amb centre a Kakoir i els chauhans el centre i Bijnaur; janwars i raikwars dominaven Mohan-Auras; els nikumbhs, gahirwars, gautmaes i janwars es van estendre a Malihabad; punwars i chauhans van atacar Mahona i els janwars van dominar Kursi i Dewa però van perdre aquesta zona davant els bais. El 1202 el general gúrida Muhammad Bakhtiyar Khilji, va fer una expedició que sembla fou poc duradora, limitant-se a fundar la vila de Bakhtiyarnagar prop de Malihabad. Més tard del segle XIII es van fundar noves colònies musulmanes destacant en la tasca els shaykhs de Kasmandi, i els shaykhs de Salimabad, i més tard el shaykhs de Kidwara. Satrikh era la principal posició musulmana des de la que aquestos feien les seves incursions; una de les primeres conquestes fou Dewa.
Al segle XV formava part del sultanat de Jaunpur i el 1478 es parla per primer cop de Lucknow com a capital d'una petita divisió administrativa. Al segle següent, sota Akbar, es va formar el sarkar de Lucknow dins la subah d'Oudh.
La història del districte és en endavant la de la ciutat. Fou part dels territoris concedits a Saadat Khan, el primer nawab d'Oduh, si bé la ciutat de Lucknow no fou seu regular del govern fins després del 1775. El 1856 Oudh fou annexionat pels britànics i es va formar el districte de Lucknow amb 10 parganes si bé 2 foren transferides al cap de poques setmanes al districte de Barabanki i una al districte d'Unao; el 1857 el motí, que va tenir a l'Oudh el centre principal, va restablir la independència de l'estat, fins al 1858; el districte britànic creat el 1856 va esdevenir altre cop efectiu avançat el 1858
Vegeu: Oudh.
El districte tenia una superfície de 2504 km². Els rius principals eren i són el Gumti i el Sai. La població estava repartida en 6 ciutats i 932 pobles, amb les següents xifres:
- 1869: 778.195
- 1881: 696.824
- 1891: 774.163
- 1901: 793.241.

Administrativament el formaven tres tahsils:
- Lucknow
- Malihabad
- Mohanlalganj

La capital i ciutat principal era Lucknow (l'única municipalitat). El 78% de la població eren hindús i el 20% musulmans (1/7 part xiïtes, la proporció més alta de tota l'Índia, perquè els nawabs d'Oudh eren xiïtes). La llengua més comuna era l'hindi, dialecte oriental (80%) i occidental (20%). Un quart de les terres les tenien els talukdars, un altre quart els zamindaris i la resta altres formes de tinença destacant els pattidars. El tahsil de Lucknow (parganes de Lucknow, Bijnair i Kakori) tenia 932 km² i una població el 1901 de 454.896 habitants amb 327 pobles i tres ciutats (les principals Lucknow i Kakori, aquesta amb 8.933 habitants)